# Балуевская
Балуевская — деревня в Коношском районе Архангельской области. Входит в состав Вохтомского сельского поселения.

## География
Находится в юго-западной части Архангельской области на расстоянии приблизительно 23 км на север по прямой от административного центра района поселка Коноша.

## История
В 1873 году здесь было учтено 12 дворов, в 1905 — 33. Тогда деревня входила в Каргопольский уезд Олонецкой губернии.

## Население
Численность населения: 104 человека (1873 год), 156 (1905), 22 (русские 100 %) в 2002 году, 19 в 2010.